# Leptosphaeria epilobii
Leptosphaeria epilobii är en svampart som beskrevs av E. Müll. 1950. Leptosphaeria epilobii ingår i släktet Leptosphaeria och familjen Leptosphaeriaceae.   Inga underarter finns listade i Catalogue of Life.